# Théorie du Gatekeeping
Pour les articles homonymes, voir Gatekeeper (homonymie).
La théorie du gatekeeping (littéralement « théorie des gardiens de portail ») désigne dans le domaine des sciences de l'information et de la communication les intermédiaires chargés de l’accès à certaines informations dans la sphère publique, par la médiatisation. Par exemple, les journalistes peuvent être vus comme des gatekeepers (en français : gardiens, gardes-barrières, portiers) : ils laissent se diffuser certaines informations dans le public, et en bloquent d’autres.

## Définition
Le gatekeeping est l'action de donner accès à la diffusion ; les gatekeepers sont des professionnels de l’information qui sont des intermédiaires de l’espace public. L'information est filtrée et distribuée sur différents supports : les journaux, la radiodiffusion, Internet.
La théorie de la communication du gatekeeping tente d’expliquer le fonctionnement de la machine médiatique. Selon cette théorie, partant du postulat que pour un journaliste il n’est pas possible de relater toutes les informations, ils sont obligés de sélectionner les sujets selon une logique structurelle et organisationnelle centrée sur les médias. Les informations envoyées au public sont donc les faits qui passent au crible des conférences de rédaction.
Pour vulgariser, les gatekeepers sont des « filtres », qui prélèvent dans le flux d'informations et de discours ceux qui retiennent le plus leur attention, pour permettre à un journaliste ou communicant de les retransmettre par la suite au public. Cela constitue un « miroir de la réalité ». Ce principe permet de susciter l’interrogation et des réactions auprès du grand public. Cela sous-entend qu’il existe une couverture biaisée de l’actualité, car la production journalistique s'éloigne des faits de société à l'occasion des filtrages opérés par le milieu médiatique.

## Histoire
L’influence des médias dépend, à en croire la sociologie des médias anglo-saxonne, de deux personnages : le gatekeeper et l’opinion leader. Le premier est un « garde-barrière », qui décide quel contenu est diffusé, ce qui accède ou pas à la lumière médiatique, ce qui constitue ou pas un événement ou une opinion représentable : un rédacteur en chef, par exemple. Quant au leader d’opinion, c’est le personnage qui pèse sur la vision d’autrui, soit en vertu d’une autorité morale ou intellectuelle qu’on lui prête et qui lui donne un droit privilégié de faire connaître son opinion, soit parce qu’il tient une place clef dans des réseaux humains de proximité, qu’il est par exemple, très représentatif d’une communauté, que beaucoup sollicitent son avis..., notamment pour interpréter les messages qu’ils reçoivent par les médias.
Ce système déjà compliqué à six entrées (l’argent, l’urgent, les gens et le propriétaire, le gatekeeper et l’opinion leader) dépend en outre de la nature technique des médias : il est évident que l’on ne reflète pas la réalité de la même façon (donc que l’on n’exerce pas pareillement de l’influence) par trois colonnes de textes en première page écrites la veille à la plume d’oie par leur auteur avant d’être composées, ou par quarante secondes d’images numériques achetées en ligne à une agence de presse et montée à la hâte.

### Modèle de Kurt Lewin (1947)
C’est à Kurt Lewin, psychologue américain spécialisé dans la psychologie sociale et comportementaliste, que revient la première théorie publiée en 1947. Cette théorie de la sélection des nouvelles par les gatekeepers est à l’origine appliquée à la consommation alimentaire et le rôle des femmes américaines pendant la Seconde Guerre mondiale.
L’objectif de l'étude est de mettre en évidence le fait que le choix des menus quotidiens dans les foyers américains dépend de la sélection effectuée par la ménagère lorsqu’elle fait les courses. Kurt Lewin remarque que le changement des habitudes alimentaires d’une famille dépend de la décision de la femme, car c’est en effet elle qui assure la sélection des produits alimentaires au marché. En d’autres termes, elle joue bien le rôle de « portier », puisqu’elle laisse entrer certains éléments et pas d’autres à la maison.
Cette théorie sera reprise dans le secteur de la communication par d’autres chercheurs.

### Modèle de David M. White (1950)
C’est David M. White, professeur à l’Université de Boston aux États-Unis, qui reprend l’étude précédente de Kurt Lewin, et qui applique la théorie de gatekeeping à la communication médiatique en 1950. Sa principale préoccupation est de comprendre les facteurs qui influencent la sélection des informations dans les organes de presse, ainsi que pourquoi ils en sélectionnent certaines et en rejettent d’autres.
David M. White constate que les canaux de transmission des informations comportent des « airs de sélection » dont la fonction principale est de filtrer les informations à diffuser. Cette fonction est similaire à celle du « portier » de Lewin. Selon lui, la décision de faire entrer une information et d’en rejeter une autre revient au rédacteur en chef, qui a ce rôle de gatekeeper, de « portier », de sélectionneur.
Voici ce que White en conclut après son étude effectuée au bureau de presse du journal The Peoria Star (quotidien local américain), et relativement à la manière de travailler du rédacteur en chef, M. Gates :
- Les critères du choix des nouvelles sont subjectifs et relèvent du jugement de valeur du sélectionneur.
- Le rejet d’une nouvelle est motivé par le fait qu’elle soit dénuée d’intérêt.
- La forme de l’information est déterminante dans la sélection.
- La sélection d’une nouvelle dépend aussi de la concurrence avec d’autres organes de presse.

Toutefois, il faut noter que cette théorie ne prend en compte aucune contrainte organisationnelle ou structurelle.

### Modèle de Pamela Shoemaker et Timothy Vos (2009)
En 2009, Pamela Shoemaker et Timothy Vos, professeurs de communication, parlent de « forces » dans le maintien des nouvelles concernant la couverture des projets de loi dans leur ouvrage Gatekeeping Theory. Ils s'intéressent à deux hypothèses :
- La force d'entretien régulière de l'évaluation de la notoriété d'un projet de loi est liée à la façon dont un projet de loi est couvert.
- Les forces des journalistes[5] (éducation, idéologie politique, expérience de travail, ethnicité, genre, comportement électoral) sont liées à la façon dont un projet de loi est couvert.

Ils prédisent également que les caractéristiques journalistique d'un projet de loi sont plus importantes que les caractéristiques personnelles des journalistes. En examinant à la fois les journalistes (pour leurs caractéristiques personnelles) et les rédacteurs en chef (pour évaluer la qualité d'actualité), Shoemaker et Vos constatent que seuls le contenu des articles de journaux a un effet significatif sur le niveau de la couverture d'un projet de loi. La notoriété est donc plus importante que les caractéristiques personnelles.

## Les réseaux sociaux numériques face augatekeeping
La théorie du gatekeeping s'intéresse à la hiérarchie de l’information. Les nouvelles pratiques du « web 2.0 » tendent à ériger un mur invisible qui filtre et influence, sans passer par des intermédiaires. Le « web social » avec l'avènement des réseaux sociaux laisse imaginer une nouvelle interactivité dans le monde de l’information. Les utilisateurs commencent à jouer un rôle important dans la production et distribution d'articles en ligne via les réseaux sociaux tels que Facebook et Twitter. Les contenus générés sur ces mêmes réseaux sont filtrés par les utilisateurs de Twitter, confirmant l’autonomisation des utilisateurs en ligne dans la relecture et la redistribution des informations, qui parviennent à des publics en réseau sans passer par la case “journaliste”. Ces réseaux laissent la possibilité à des groupes d'influence de prendre du pouvoir, notamment les "usines à fake" et les pages Facebook ou comptes très partisans qui produisent des contenus en grande quantité.